# Ghostbusters: Legacy
Ghostbusters: Legacy (Ghostbusters: Afterlife) è un film del 2021 co-sceneggiato e diretto da Jason Reitman.
Il cast della pellicola è composto da Mckenna Grace, Finn Wolfhard, Carrie Coon e Paul Rudd, a cui si vanno ad aggiungere gli attori dei precedenti capitoli Bill Murray, Dan Aykroyd, Ernie Hudson, Sigourney Weaver e Annie Potts, che riprendono i ruoli dei film originali. La pellicola è il sequel diretto di Ghostbusters - Acchiappafantasmi (1984) e di Ghostbusters II (1989) ed è il terzo film del franchise di Ghostbusters escludendo il reboot Ghostbusters (2016), completamente slegato dalla serie cinematografica originale, e Ghostbusters: Il videogioco (2009), creato come sequel ideale dei primi due film, anch'esso scritto da Dan Aykroyd e Harold Ramis e considerato ufficialmente canonico all'interno della continuità cinematografica originale (anche dagli stessi Aykroyd e Ramis) fino alla creazione e uscita di Ghostbusters: Legacy.
Il film è dedicato a Harold Ramis (sceneggiatore e interprete di Egon Spengler nei primi due film della serie originale), deceduto nel 2014.

## Trama
A Summerville, in Oklahoma, Egon Spengler cattura un'entità nella miniera dell'occultista Ivo Shandor fuori città e ne attira un'altra nella sua fattoria. Attiva un'elaborata configurazione nella sua proprietà, ma la corrente viene a mancare. Egon riesce a nascondere la trappola fantasma nella sua casa prima di essere attaccato dalla creatura e subire un attacco di cuore fatale, morendo poco dopo, ferendo e mettendo in fuga l'aggressore con un rilevatore modificato come arma.
Callie, la figlia di Egon, in difficoltà finanziarie, eredita la fattoria e vi si trasferisce con i suoi figli, Trevor e Phoebe, dopo essere stata sfrattata dal loro appartamento di Chicago. Trevor si infatua di Lucky Domingo e Phoebe si iscrive a un corso estivo di scienze tenuto dal sismologo Gary Grooberson. Scopre inoltre che in città si verificano misteriosi fenomeni sismici e suo nonno si guadagnò il soprannome di "Zappaterra" per tutti gli scavi che fece intorno alla fattoria senza piantare nulla.
Phoebe scopre che la fattoria è infestata dai fantasmi, e il poltergeist che vi risiede la conduce alla trappola dei fantasmi, che mostra a Gary e al suo nuovo amico, "Podcast". Gary, un fan degli Acchiappafantasmi, la aiuta a saperne di più su di loro e su suo nonno. Lui, Phoebe e Podcast manomettono la trappola, liberando una delle Sentinelle di Gozer il Gozeriano, che fugge nella miniera. Il fantasma della fattoria conduce Phoebe al laboratorio sotterraneo di Egon e, dopo essersi rivelato suo nonno, la guida nel ripristino dell'equipaggiamento degli Acchiappafantasmi.
Mentre testa lo zaino protonico con Podcast, Phoebe trova un fantasma che chiamano "Muncher" che infesta la fonderia di Shandor e fugge in città. Dopo aver riparato il motore della Cadillac Ecto-1 degli Acchiappafantasmi (con l'aiuto di Egon), Trevor usa l'auto per inseguire Muncher con la coppia; Lo catturano, grazie ai nuovi equipaggiamenti come il seggiolino da artigliere con zaino protonico incorporato e la trappola radiocomandata, ma vengono arrestati per i danni subiti e le loro attrezzature vengono sequestrate.
Usando il numero di telefono degli Acchiappafantasmi che aveva annotato, Phoebe contatta Ray Stantz per chiedere aiuto e lo informa della morte di Egon. A sua volta le racconta cosa ne è stato degli Acchiappafantasmi dopo aver sconfitto Vigo il Carpazio: i quattro si sciolsero, Egon decollò con il loro equipaggiamento e si trasferì a Summerville per inseguire una minaccia non specificata, i ragazzi vengono recuperati da Callie e Gary. Il fantasma di Egon conduce Callie a un muro di appunti dettagliati e foto che ha conservato della vita di sua figlia, dimostrando che si preoccupava per lei più di quanto pensasse. I ragazzi scoprono che Egon aveva scoperto che Gozer era ancora vivo grazie alla sua natura di dio immortale e che sarebbe tornato e che Egon stava cercando un modo per fermarlo. 
Phoebe, Podcast, Lucky e Trevor trovano un tempio gozeriano all'interno della miniera. Esplorando ulteriormente, scoprono che Shandor è vivo nella sua bara, e i cannoni protonici automatici, installati da Egon, ostacolano i tentativi dello spirito di Gozer di attraversarlo, causando però le continue scosse sismiche. Zuul e Vinz Clortho possiedono rispettivamente Callie e Gary e distruggono l'equipaggiamento di Egon, permettendo a Gozer di liberarsi e dopo tanti anni torna in vita, trasformandosi poi nei cani mostruosi. Shandor si risveglia e giura fedeltà a Gozer, ma viene comunque ucciso.
I bambini scoprono che l'installazione di Egon è una serie di trappole per fantasmi sepolte intorno alla fattoria. Infatti Egon per fermare Gozer aveva ideato un piano seppellendo nel campo della fattoria una serie di trappole con le quali voleva imprigionare Gozer e i suoi servi per sempre. Con il caos soprannaturale che distrae la città, i neofiti Ghostbusters recuperano l'attrezzatura sequestrata e si dirigono verso la miniera. Phoebe distrae Gozer in modo che Podcast possa catturare Zuul, liberando Callie e indebolendo la forma fisica del dio. Attirano Gozer e Vinz nel campo trappola, ma non funziona correttamente e Gozer libera Zuul, che possiede Lucky e ripristina completamente il suo potere.
Ray e gli altri Acchiappafantasmi originali sopravvissuti, Peter Venkman e Winston Zeddemore, arrivano per aiutarlo, e Gozer, dopo aver già ucciso Egon, cerca di completare la sua vendetta contro il quartetto per averlo sconfitto. Supportata dal fantasma ora manifestato di Egon, Phoebe combatte Gozer con lo zaino protonico di suo nonno. Gli Acchiappafantasmi aiutano Phoebe a trattenere Gozer attraversando i loro flussi di protoni mentre Trevor usa il suo per caricare la fonte di energia delle trappole, permettendo a Callie di attivarle e catturare la divinità e i suoi servitori. Lucky e Gary vengono liberati dai loro possedimenti ed Egon si riconcilia con la sua famiglia e i suoi amici prima di passare all'aldilà.
Più tardi, gli Acchiappafantasmi originali tornano a New York City, e si scopre che Peter è sposato con Dana Barrett dove vivono a Cortland. Winston, diventato un ricco imprenditore da quando ha lasciato gli Acchiappafantasmi, riporta la Ecto-1 completamente restaurata alla caserma dei pompieri degli Acchiappafantasmi. Nel seminterrato, si vede lampeggiare in rosso una luce sull'unità di contenimento ectonumerico.

## Produzione
Prima di dicembre 2019, al film era stato assegnato il titolo provvisorio di Ghostbusters 2020. Altre informazioni erano state fatte trapelare attraverso Vanity Fair il 6 dicembre 2019, rivelando ufficialmente il titolo Ghostbusters: Afterlife, mentre in Italia è stato intitolato Ghostbusters: Legacy.

## Promozione
Un primo teaser trailer breve era stato pubblicato il 16 gennaio 2019. Il primo trailer ufficiale del film è stato diffuso il 9 dicembre 2019, mentre un secondo trailer ufficiale è stato diffuso il 27 luglio 2021.

## Distribuzione
L'uscita nelle sale statunitensi era prevista per il 10 luglio 2020, ma viene posticipata prima al 5 marzo 2021 a causa della pandemia di COVID-19, poi all'11 giugno 2021 fino all’11 novembre 2021. Il film è uscito definitivamente il 18 novembre 2021.

### Edizione italiana
Il doppiaggio italiano è stato curato dalla Iyuno-SDI Group, con la direzione di Fabrizio Pucci.
Rispetto ai primi due film Oreste Rizzini, morto nel 2008, è stato sostituito da  Leslie La Penna come doppiatore di Bill Murray. Sergio Di Giulio, morto nel 2019, è stato sostituito da Roberto Pedicini come doppiatore di Dan Aykroyd.

## Accoglienza

### Incassi
A fronte di un budget di $ 75 milioni, Ghostbusters: Legacy ha incassato complessivamente 204 334 455 dollari.
Inizialmente si prevedeva che avrebbe incassato $ 28-35 milioni da 4.315 cinema nel suo weekend di apertura. Dopo aver guadagnato $ 16,6 milioni nel primo giorno (inclusi $ 4,5 milioni dalle anteprime di giovedì sera, $ 1 milione in più rispetto al film del 2016), le proiezioni sono state aumentate a $ 40 milioni. Ha continuato a debuttare a $ 44 milioni, superando il botteghino. Il film ha guadagnato $ 5,3 milioni il Giorno del ringraziamento e poi $ 24,2 milioni nel suo secondo fine settimana, finendo secondo dietro al nuovo arrivato Encanto.

### Critica
Su Rotten Tomatoes, il 63% di 310 recensioni è positivo, con una valutazione media di 6.2/10. Il consenso critico del sito web recita: "Ghostbusters: Legacy attraversa i flussi tra il revival del franchise e l'esercizio della nostalgia - e questa volta, il bustin' si sente per lo più bene." Metacritic, che utilizza una media ponderata, ha assegnato al film un punteggio di 45 su 100 basato su 47 critici, che indica "recensioni contrastanti o medie".
Sheri Linden di The Hollywood Reporter ha descritto il cast del film come "coinvolgente" e "[avendo] il fumetto picchia", e ha aggiunto: "interpretano anche persone più complete rispetto al primo film offerto, riflettendo l'interesse del regista per storie che guidano i personaggi." Ha anche notato alcune somiglianze che il film aveva con Stranger Things, Il mago di Oz e Incontri ravvicinati del terzo tipo. Olly Richards di Empire ha dato al film un punteggio di quattro stelle su cinque, descrivendolo come "completamente adorabile" e concludendo che "stabilisce saldamente la propria nuova generazione" pur essendo "pieno di amore per gli originali". Peter Debruge di Variety lo ha descritto come "un film non necessario ma divertente" e ha aggiunto: "La buona notizia per i fan di Ghostbusters è che questo non fa nulla per offuscare ciò che è successo prima". William Bibbiani di TheWrap ha scritto che "i fan dell'originale, specialmente quelli che amano trovare gli Easter Eggs, saranno probabilmente soddisfatti", ma ha aggiunto: "Coloro che hanno apprezzato il film del 1984 e che in realtà volevano che una nuova puntata di Ghostbusters offrisse qualcosa di diverso … possono essere delusi, ma probabilmente possono accontentarsi dell'artigianalità chiara e diretta di Afterlife." Scott Mendelson di Forbes ha dato al film un punteggio di 6 su 10, descrivendolo come un "fantastico e spiritoso fantasy di formazione incentrato sui bambini", ma ha criticato la sua dipendenza dal fanservice nostalgico "assecondante". Kyle Smith di National Review ha descritto il film come "un film estivo accattivante per novembre, un ponte generazionale abilmente progettato".

## Riconoscimenti
- 2022 – Premio BAFTA[21]
  - Candidatura per i Migliori effetti speciali a Aharon Bourland, Sheena Duggal, Pier Lefebvre e Alessandro Ongaro
- 2022 - Critics' Choice Super Awards[22]
  - Candidatura per la Migliore attrice in un film fantasy a Mckenna Grace
- 2022 - Art Directors Guild Awards[23]
  - Candidatura per Excellence in Production Design for a Fantasy Film a François Audouy
- 2022 - Saturn Award[24]
  - Miglior attore emergente a Finn Wolfhard
  - Candidatura come Miglior film fantasy
  - Candidatura per la Miglior attrice non protagonista a Carrie Coon
  - Candidatura per i Migliori effetti speciali a Sheena Duggal e Alessandro Ongaro

## Sequel
Il 20 marzo 2023, il regista Jason Reitman ha pubblicato sui social una foto insieme al regista e sceneggiatore Gil Kenan annunciando l'inizio delle riprese del quarto capitolo del franchise dal titolo Ghostbusters - Minaccia glaciale e avere nel cast presenti gli acchiappafantasmi dei primi due capitoli e del terzo. L'uscita cinematografica, inizialmente prevista per il 20 dicembre 2023, è stata spostata al 29 marzo 2024.